# Río Hantan
El Hantan es un río de Corea del Sur, que fluye a través de las provincias de Gangwon y Gyeonggi. El río Hanta es muy popular por la práctica de ráfting.

## El virus Hanta
El agente infeccioso Hanta fue identificado en el área del río Hantan por el Dr. Lee Ho-wang. Debido a que su publicación original fue transcrita del nombre del río según la idiosincrasia local, también se habla del "Virus Hantaan". El Hantavirus puede ser transmitido por los excrementos y orina de ratas. El virus afecta pulmones y corazón, y puede ser mortal. Los síntomas son dolores de cabeza, dolores musculares y fiebre. No existe tratamiento ni vacuna, por lo que la prevención es la única solución.